# 热靴
热靴（Hot Shoe）是位于照相机顶部的用于连接闪光灯单元的结构，亦可用于安装其他附件，如额外的取景器等。熱靴名稱中的「熱」字代表此結構可讓電流通過，進而使配件能夠使用相機本體之電源，而不需自行配置、或使用外部設備供電。

## 设计
热靴的形状有点像一个倒置的方形“U”形金属，在“U”形的中心是一个金属触点。安装闪光灯时，闪光灯底部相匹配的部分从相机背面插进，并由闪光灯底部的一紧固螺丝进行固定。U形金属触点与热靴金属通常情况下是断开，当其接通时，则触发闪光灯动作。
“标准”热靴接口的物理尺寸标准由国际标准化组织的ISO 518:2006 确定。但不同品牌的闪光灯可能在中心触点之外加入其他触点以丰富功能，如与机身交换诸如闪光功率，发光色温，同步方式等信息。

## 历史与发展

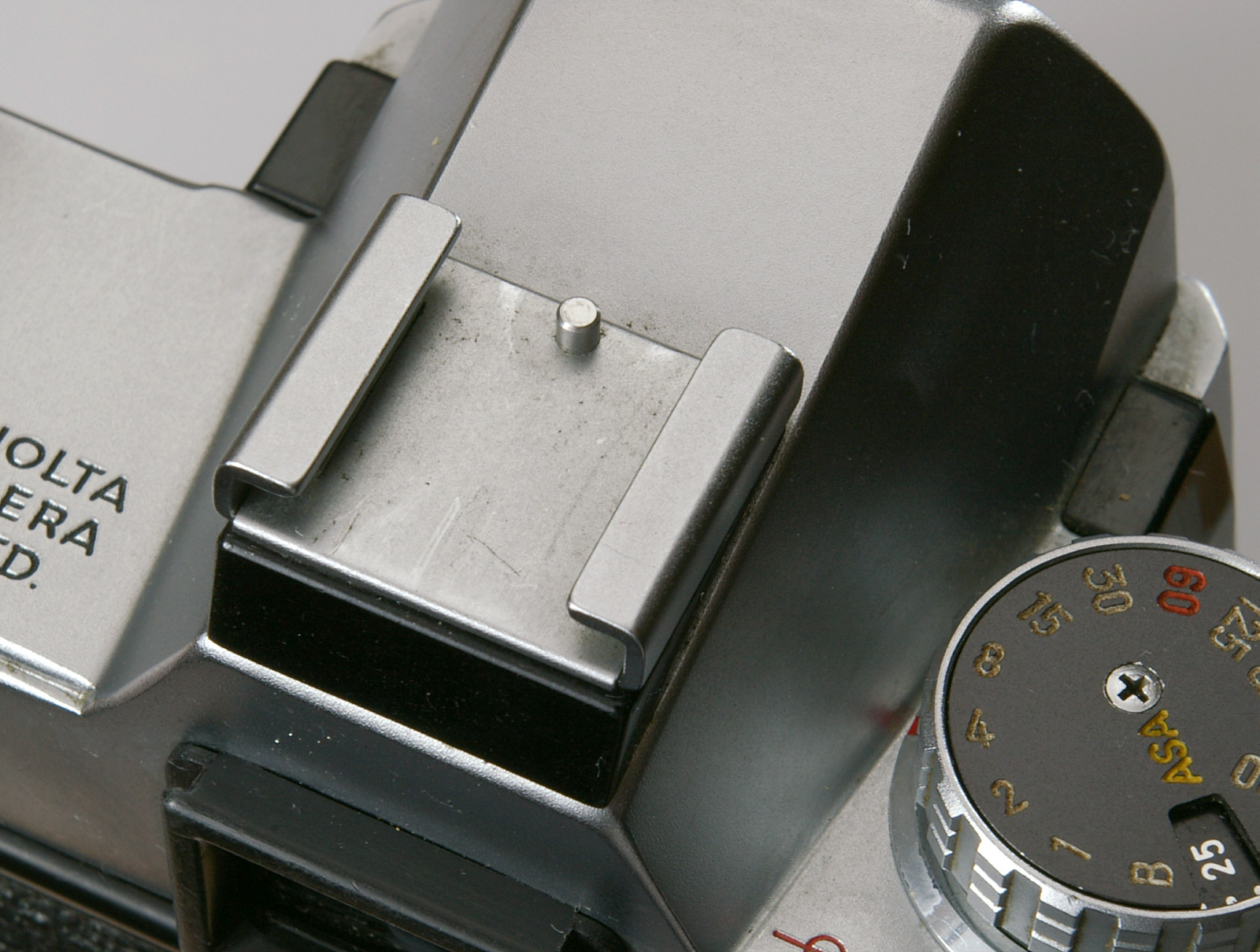
美能达 SRT 101上的 冷靴

1913年，徕卡的Leitz Fodis测距仪上有一个与今日热靴的物理结构一致的接口，不过仅仅是用于安装可拆卸的取景器使用。
事实上，在20世纪70年代之前，许多照相机都有这样一个“附件靴”（accessory shoe）或称作“冷靴”（cold shoe），仅仅是提供机械结构上的支持与固定，而且主要用于安装额外的测光计，特殊的取景器，或者测距仪；如果要安装闪光灯，则是通过额外的PC接口（Prontor/Compur）来进行信号的连接。这些早期的附件靴为现今热靴的演化提供了一个物理结构的模板。
现时，佳能，尼康，奥林巴斯，索尼以及宾得等相机制造商使用带有额外功能的标准化热靴结构。而美能达公司在1988年提出了专有的iISO连接设计，在此之后的Minolta AF系统机身，包括2012年之前的Sony α系统都沿用此设计。